# Brent Bookwalter
Brent Bookwalter (Albuquerque, Novo México, 16 de fevereiro de 1984) é um ciclista profissional estadounidense.
É profissional desde 2006, quando estreiou com a equipa Priority Health Cycling Team. Em 2008, alinhou pelo BMC Racing Team, no que permaneceu até 2018.
Destaca especialmente como prologuista. Mostra disso foi a sua segunda posição no prólogo do Giro d'Italia de 2010, celebrado em Amesterdão, Países Baixos, somente superado pelo britânico Bradley Wiggins.

## Palmarés
- 2009
  - 1 etapa do Tour de Utah

- 2012
  - 3.º no Campeonato dos Estados Unidos Contrarrelógio

- 2013
  - 1 etapa do Tour de Catar
  - 2.º no Campeonato dos Estados Unidos Contrarrelógio 
  - 2.º no Campeonato dos Estados Unidos em Estrada

- 2015
  - 1 etapa do USA Pro Cycling Challenge

- 2017
  - 2.º no Campeonato dos Estados Unidos Contrarrelógio 
  - 1 etapa do Tour de Utah

- 2018
  - 3.º no Campeonato dos Estados Unidos Contrarrelógio

- 2021
  - 2.º no Campeonato dos Estados Unidos em Estrada

## Resultados em Grandes Voltas e Campeonatos do Mundo
| Corrida            | Corrida            | 2005 | 2006 | 2007 | 2008 | 2009 | 2010  | 2011  | 2012  | 2013 | 2014 | 2015 | 2016  | 2017 | 2018 | 2019 | 2020 | 2021 |
| ------------------ | ------------------ | ---- | ---- | ---- | ---- | ---- | ----- | ----- | ----- | ---- | ---- | ---- | ----- | ---- | ---- | ---- | ---- | ---- |
|                    | Giro d'Italia      | —    | —    | —    | —    | —    | 95.º  | —     | —     | —    | 68.º | 66.º | —     | —    | —    | Ab.  | Ab.  | —    |
|                    | Tour de France     | —    | —    | —    | —    | —    | 147.º | 114.º | —     | 91.º | —    | —    | 117.º | —    | —    | —    | —    | —    |
|                    | Volta a Espanha    | —    | —    | —    | —    | —    | —     | —     | 78.º  | —    | —    | —    | —     | —    | 66.º | —    | —    | —    |
| Mundial em Estrada | Mundial em Estrada | —    | —    | —    | —    | —    | —     | 65.º  | 103.º | —    | 25.º | 19.º | —     | —    | 63.º | —    | —    | —    |

—: não participa

Ab.: abandono

## Equipas
- Advantage Benefits Endeavour Cycling Team (2005)[1]
- Priority Health Cycling Team (2006)
- BMC Racing Team (2008-2018)
- Mitchelton/BikeExchange[2] (2019-)
  - Mitchelton-Scott (2019-2020)
  - Team BikeExchange (2021-)